# 용칠이 형님
"용칠이 형님"(Big brother, Yong-Chil)은 한국에서 제작된 김영걸 감독의 1971년 영화이다. 박노식 등이 주연으로 출연하였고 곽정환 등이 제작에 참여하였다.

## 출연

### 주연
- 박노식
- 남정임
- 허장강
- 이대엽